# CPC
A CPC (cost per click), kattintásonkénti költség, azaz egy kattintás tényleges árát jelenti az online kampányok során, illetve magának  a kattintásokra alapuló árazási koncepciónak az elterjedt elnevezése. A kattintások költsége mindig kevesebb vagy egyenlő az általunk beállított maximális CPC-vel. A CPC összege jelenti a felhasználó figyelmét.  

## Átlagos CPC
Egy adott időszakban az éppen vizsgált kampányban, hirdetéscsoportban, vagy a kiválasztott kulcsszó illetve hirdetés által elért átlagos kattintási ár. A következő képen kell számítani: Az összesen elköltött hirdetési költség osztva a kattintások számával.